# FK Slovan Levice
Futbalový klub Slovan Levice w skrócie FK Slovan Levice – słowacki klub piłkarski, grający w 5. liga ZsFZ - sk. Východ (V poziom rozgrywkowy), mający siedzibę w mieście Levice.

## Historia
Klub został założony w 1911 roku. Za czasów istnienia Czechosłowacji największym sukcesem klubu był awans do drugiej ligi czechosłowackiej. Grał w niej w latach 1979-1993. Z kolei po rozpadzie Czechosłowacji od 1993 roku grał w drugiej lidze słowackiej. Spadł z niej w sezonie 2017/2018.

## Historyczne nazwy
- 1911 – Lévai IFC (Lévai Ifjúsági Fotbal Club)
- 1919 – Lévai MTE (Lévai Munkás Testedzõ Egyesület)
- 1926 – Lévai TE (Lévai Torna Egylet)
- 1934 – ŠK Levice (Športový klub Levice)
- 1936 – ŠK Iskra Levice (Športový klub Iskra Levice)
- 1938 – Lévai TE (Lévai Torna Egylet)
- 1945 – Odborár Levice
- 1946 – ŠK Levice (Športový klub Levice)
- 1948 – ŠK Sokol Levice (Športový klub Sokol Levice)
- 1949 – SSM Levice (Stredoslovenské mlyny Levice)
- 1953 – TJ Slavoj Levice (Telovýchovná jednota Slavoj Levice)
- 1955 – TJ Tatran Levice (Telovýchovná jednota Tatran Levice)
- 1959 – TJ Slovan Levice (Telovýchovná jednota Slovan Levice)
- 1979 – TJ Slovan Agro Levice (Telovýchovná jednota Slovan Agro Levice)
- 1991 – FK Slovan Levitex Levice (Futbalový klub Slovan Levitex Levice)
- 1993 – FK Slovan Poľnonákup Levice (Futbalový klub Slovan Poľnonákup Levice)
- 1995 – FK Slovan Poľnonákup SES Levice (Futbalový klub Slovan Poľnonákup SES Levice)
- 2004 – FK Levice (Futbalový klub Levice)
- 2005 – FK Slovan Levice (Futbalový klub Slovan Levice)
- 2009 – FK Levice (Futbalový klub Levice)
- 2011 – FK Slovan Levice (Futbalový klub Slovan Levice)

## Stadion
Domowe mecze klub rozgrywa na stadionie o nazwie Futbalový štadión Levice, położonym w mieście Levice. Stadion może pomieścić 7000 widzów.